# کاترینا لاو
کاترینا لاو (انگلیسی: Katrina Law؛ زادهٔ سی سپتامبر ۱۹۸۵) یک هنرپیشه اهل ایالات متحده آمریکا است. وی از سال ۲۰۰۰ میلادی تاکنون مشغول فعالیت بوده‌است.
از فیلم‌ها یا برنامه‌های تلویزیونی که وی در آن نقش داشته است می‌توان به اسپارتاکوس: انتقام،اسپارتاکوس،کماندار(مجموعه تلویزیونی)، سوگند(مجموعه تلویزیونی)، گرگینه‌ها و عروس برف اشاره کرد.